# 이세자키초자마치역
이세자키초자마치역(일본어: 伊勢佐木長者町駅, いせざきちょうじゃまちえき)은 일본 가나가와현 요코하마시 나카구에 있는 철도역이다.

## 타는 곳
| 1 | ■ 블루 라인 | 가미오오카・도쓰카・쇼난다이 방면           |
| 2 | ■ 블루 라인 | 간나이・요코하마・신요코하마・아자미노 방면 |

## 역세권 정보
- 일본 브레이크 공업 본사

## 역사
- 1972년 12월 16일: 영업 개시.
- 2007년 5월 26일: 스크린도어 설치.

## 사진

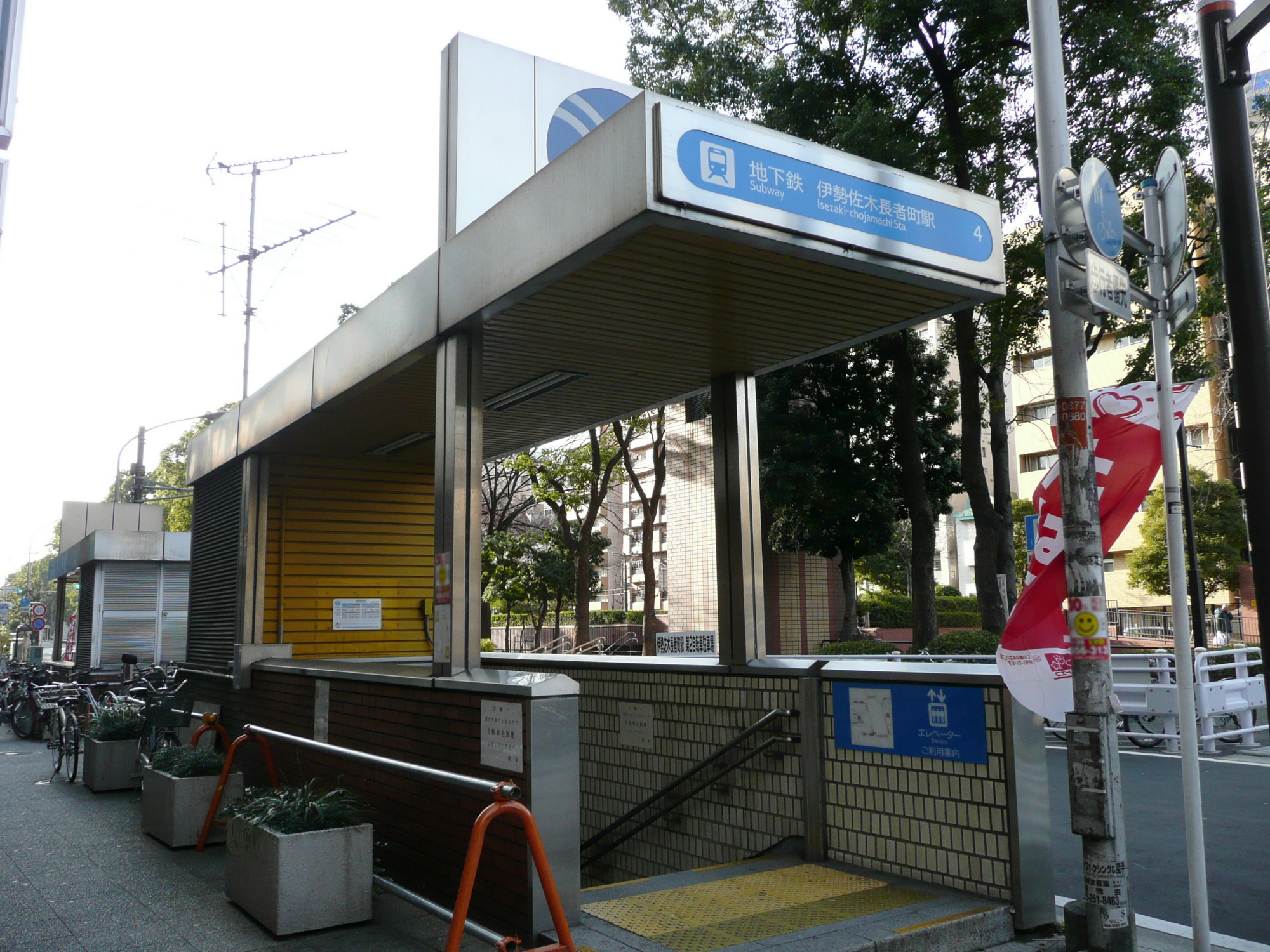
4번 출입구 모습